# Drubec
Drubec – miejscowość i gmina we Francji, w regionie Normandia, w departamencie Calvados.
Według danych na rok 1990 gminę zamieszkiwało 95 osób, a gęstość zaludnienia wynosiła 30 osób/km² (wśród 1815 gmin Dolnej Normandii Drubec plasuje się na 791. miejscu pod względem liczby ludności, natomiast pod względem powierzchni na miejscu 1028.).